# Prinshagasjön
Prinshagasjön är en sjö i Skara kommun i Västergötland och ingår i Göta älvs huvudavrinningsområde. Här låg fram till 1961 Prinshagasjöns järnvägsstation som var en del av Skövde–Axvalls Järnväg. Järnvägen användes ofta av militären som hade två regementen på Axevalla hed.